# See Without Being Seen
 (mars 2021).
See Without Being Seen est un album de The The paru le 1er mai 2020. Il s'agit en fait du premier album de Matt Johnson, alors adolescent âgé de 16/17 ans, et maintenant réédité sous le nom de The The.
Sortie à l'origine en format K7 et en édition limitée en 1979, les bandes originales étaient considérées comme perdues pendant de nombreuses années.
Enregistrés dans la cave du pub des parents de Matt Johnson (sa chambre était au-dessus du pub), The Crown, à Loughton, Essex, cette cassette était vendue à l'époque lors de concerts underground. Ces enregistrements d'archives comprenant 13 titres ont été récupérés et restaurés à partir des archives personnelles de Matt Johnson, certainement enregistrés entre 1978 et 1979, quelques années avant la première sortie "officielle" de Burning Blue Soul en 1981 sous le nom de Matt Johnson dans un premier temps (réédité ensuite sous le nom de The The en 1993).
Le caractère très expérimental présent dans Seen Without Being Seen contient déjà une direction que Johnson allait exploiter plus tard dans l'album Burning Blue Soul.
La sortie du CD sur le nouveau label Cineola, a été masterisée par Matt Colton aux Metropolis Studios. Il comprend six titres inédits supplémentaires de l'époque, plus un livre relié de 36 pages comprenant une introduction, des photos, des dessins et les paroles des chansons.

## Liste des titres
| No  | Titre                  | Auteur       | Durée |
| --- | ---------------------- | ------------ | ----- |
| 1.  | Troops                 | Matt Johnson | 2:47  |
| 2.  | Homa's Coma            | Matt Johnson | 3:51  |
| 3.  | Planetarium            | Matt Johnson | 4:29  |
| 4.  | Spaceship In My Brain  | Matt Johnson | 4:36  |
| 5.  | Insect Children        | Matt Johnson | 3:51  |
| 6.  | My Vymura              | Matt Johnson | 4:30  |
| 7.  | Window Ledge           | Matt Johnson | 3:16  |
| 8.  | Sugar & Spies          | Matt Johnson | 2:56  |
| 9.  | White Stone On Earth   | Matt Johnson | 2:33  |
| 10. | People On Sight        | Matt Johnson | 3:37  |
| 11. | Let's Do It Again      | Matt Johnson | 3:32  |
| 12. | Empty Night Train Home | Matt Johnson | 5:50  |
| 13. | Lazy Finger Shake      | Matt Johnson | 3:55  |